# Carlos Lehder
Carlos Enrique Lehder Rivas (Armenia, Quindío; 7 de septiembre de 1949) es un exnarcotraficante colombo-alemán.
Conocido por ser cofundador del Cartel de Medellín. De padre alemán y madre colombiana, Lehder se convirtió en el primer narcotraficante colombiano extraditado a los Estados Unidos y el único de los líderes del Cartel de Medellín que sería capturado vivo cuando este estaba operando.
El 16 de junio de 2020 fue repatriado a Alemania, luego de cumplir su condena en Estados Unidos. Es el segundo líder del extinto cartel que no está preso ni muerto, el primero fue Jorge Luis Ochoa.

## Biografía

### Infancia
Hijo del ingeniero Kurt Wilhelm Lehder, inmigrante alemán que se estableció en Armenia (Colombia) y creó una pensión llamada «La Posada Alemana» donde había alojado a varios personajes adinerados que visitaban la región cafetera, entre ellos el expresidente Alberto Lleras Camargo, a la vez que se le reconoce la construcción de varios importantes edificios de Armenia y la llegada a Colombia de modernos ascensores para la época.
Al cambiarse su nombre legalmente a Guillermo Lehder contrajo matrimonio con Helena Rivas, hija de joyeros manizaleños, y de la unión tuvieron 4 hijos siendo Carlos el tercero, nacido el 7 de septiembre de 1949, quien pasó parte de su infancia en una finca cercana al aeropuerto de Armenia. A sus 15 años sus padres se divorciaron y Lehder convivió un tiempo con su padre y posteriormente con su madre viajó a Nueva York.

### Actividades iniciales
Lehder abandonó la escuela para dedicarse a leer libros de autores como Nicolás Maquiavelo y Hermann Hesse.[cita requerida] También comenzó en varios delitos, entre ellos el contrabando de vehículos robados que eran trasladados a Medellín y expendidos a través de un concesionario dirigido por uno de sus hermanos, aunque Lehder siempre hizo pasar dichos vehículos como legales a pesar de las evasiones aduaneras. A sus 24 años Lehder tomó clases de aviación convirtiéndose en experto piloto que conocería varias rutas aéreas, lo que le sirvió en las bases de su creciente carrera delictiva, la cual comenzó con tráfico de marihuana en pequeñas cantidades entre los Estados Unidos y Canadá.
Después fue detenido por conducir un vehículo robado y deportado a Colombia. Mientras cumplía la condena en la Cárcel federal de Danbury, Connecticut, conoció a George Jung. Lehder decidió que a su salida aprovecharía el creciente mercado de la cocaína en los Estados Unidos y se asoció con Jung. Roman Varone y Jung ya habían experimentado con llevar marihuana a Estados Unidos desde México en pequeñas aeronaves por debajo del nivel de alcance de los radares y aterrizando en lechos secos de río. Inspirado en esa idea, Lehder decidió aplicar el mismo principio al transporte de drogas. El sueño de Lehder era tener un enorme balneario para personas como él y a su vez llevar justicia a su natal Colombia.
Después de salir bajo palabra a finales de 1975, Lehder y Jung empezaron a construir una base económica a través del narcotráfico básico, contrataban ciudadanas estadounidenses, les pagaban vacaciones en Antigua en donde recibían la marihuana y la llevaban a Estados Unidos en sus maletas de viaje. Repitiendo este proceso muchas veces lograron el dinero para comprar una avioneta. Aunque el negocio tuvo serios reveses por constantes atracos de delincuentes comunes en EUA, el tráfico de marihuana; el cual se encontraba en bonanza, tocó su fin por los intensos operativos policiales en Colombia y la reducción de los ingresos a causa de la siembra de marihuana en EUA, lo cual preludiaría sus inicios en el tráfico de cocaína, un negocio más rentable con opciones sencillas para su transporte.
Con la avioneta y un piloto profesional, se dedicaron a llevar cocaína a Estados Unidos desde las Bahamas, incrementando sus recursos financieros y cimentando las relaciones con proveedores colombianos. Al mismo tiempo empezaron a repartir dinero entre las autoridades de Bahamas para obtener protección oficial y judicial. Esta fue la semilla del Cartel de Medellín: la sociedad de Lehder y Jung transportaba y distribuía el material que Pablo Escobar les suministraba y los hermanos Ochoa colaboraban con el poder económico y social derivado de sus conexiones. Lehder y sus socios del Cartel amasarían enormes fortunas a través del tráfico de cocaína por lo que se les dio el apelativo de Los Mágicos, debido a que se habían vuelto ricos de un día para otro aunque Lehder fue más conocido como el Henry Ford de la cocaína.

### Cayo Norman

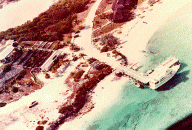
Cayo Norman, 1981

A finales de los años 1970, la sociedad Lehder-Jung se derrumbó debido a una combinación de la megalomanía de Lehder, la falta de ambición de Jung y el plan secreto de Lehder de apoderarse de una isla personal como cuartel de sus operaciones, todo ello a causa de la constante dificultad de ingresar la droga a EUA.
Esa isla fue Cayo Norman, que en ese momento constaba de un puerto, un club de yates, 100 casas privadas y una pista de aterrizaje. En 1978, Lehder empezó a adquirir propiedades, acosando y amenazando también a los residentes de la isla.
Mientras Lehder perseguía a la población local y asumía el control de la isla, el primer ministro de las Bahamas Lynden Pindling no hizo nada, aparentemente por haber sido sobornado previamente. George Jung fue forzado a retirarse de la operación y supuestamente Robert Vesco se asoció con Lehder. Jung se quedó con una línea menor de distribución para Escobar. Lehder a su vez cobraba una comisión de US$ 10 000 por kilo para cualquier traficante que usase los servicios ofrecidos en Cayo Perico. La isla también poseía la bandera de Colombia y usualmente se cantaba su himno.
Entre 1978 y 1982, el Cayo fue centro de conexiones del narcotráfico, así como escondite y sitio de reunión de Lehder y sus asociados. Carlos Lehder construyó una pista de aterrizaje de 1,1 km protegida por radar, guardaespaldas y perros de raza dóberman para la entrada y salida de aeronaves. En un día de máximo movimiento entraban hasta 3.000 kilogramos de cocaína por hora, aumentando el capital de Lehder en billones, fue tanta su fortuna que se ofreció a pagar la deuda externa colombiana en dos ocasiones; en 1978 lo ofreció al presidente Alfonso López Michelsen a cambio de un espacio libre para el tráfico de drogas y en 1982 a través de Pablo Escobar, congresista por aquel entonces, con el fin de evitar su extradición. En 1981, la DEA y la policía de las Bahamas intervinieron en la isla desmantelando el imperio construido por Lehder, quien se salvó de ser capturado y se despidió de la isla el 10 de julio de 1982 bombardeando con panfletos el parque Clifford de Nasáu con la frase DEA go home (DEA vete a casa), algunos de esos panfletos con billetes de US$ 100.

### Regreso a Colombia
Tras la intervención policial a cayo Perico, Lehder retornó a Colombia donde además de retomar sus negocios se le reconoció por obsequiar a la gobernación del Quindío una moderna avioneta para la época. Tal obsequio llamó la atención de las autoridades y de la ciudadanía porque a pesar de ser utilizada en varias ocasiones, sus altos sobrecostos obligaron su venta un año después de ser legalizada. Se cree que la avioneta había sido recomprada secretamente por Lehder aprovechando su legalización, y dicha avioneta viajaría a cualquier sitio de Colombia pasando desapercibida, mientras que el dinero dado a la gobernación por la venta de la aeronave fue usado para mejorar un hospital destinado a las clases menos favorecidas, y misteriosamente la avioneta volvería al aeropuerto El Edén de Armenia en pésimo estado.
Llamado también Hombre del mundo y siendo fanático de The Beatles y The Rolling Stones se volvió un hombre bohemio y altamente popular en el Quindío y en plena bonanza cafetera mostrando una riqueza comparable a cualquier millonario del mundo, algo muy distinto a las clases acomodadas de la época. Lehder a su vez poseía automóviles costosos, con placas tan admiradas por los armenios que se llegó al punto de apostar los números de su matrícula en la lotería regional, sin olvidar el carisma de Lehder, quien emplearía a muchas personas de la región.

### Participación en el MAS
El 19 de noviembre de 1981 fue secuestrado por el Movimiento 19 de abril (M-19), aunque Lehder escapó siendo herido en una pierna hasta ser ayudado por un desconocido quien rechazó la millonaria gratitud ofrecida por Lehder y que a su vez ignoraba la identidad del narcotraficante. Dicho fallido secuestro sucedió una semana después del secuestro de Martha Nieves Ochoa; lo que conllevó a la creación del grupo paramilitar Muerte a Secuestradores (MAS). Lehder ofreció una millonaria suma por sus efímeros captores, varios de los cuales habían sido secuestrados por Escobar por el secuestro de la hermana menor de sus socios a su vez que extremaría sus medidas de seguridad desde entonces; contratando exagentes del Departamento Administrativo de Seguridad (DAS), Sijin, Ejército Nacional, etc., además de comprar una lujosa limusina perteneciente a un excanciller alemán con armas incorporadas las cuales nunca fueron usadas por Lehder. Dicha limusina fue guardada en el edificio Mónaco y fue uno de los pocos vehículos sobrevivientes del atentado perpetrado por el Cartel de Cali.

### Actividades políticas

#### Movimiento Cívico Latino Nacional y en la mira de la justicia
Recién elegido el presidente Belisario Betancur (admirado por Lehder debido a su origen casi homónimo) se decreta una amnistía patrimonial, situación que aprovecha Lehder para legalizar sus propiedades, dinero y negocios además de involucrarse también en la política (además de su socio Pablo Escobar) al fundar el Movimiento Cívico Latino Nacional, un movimiento político basado en los principios de anticomunismo, Anticolonialista, No Alineado, Antifascismo, Antisionismo, Anti Marxista-Leninista además de declararse Latinoamericanista, Nacionalista, Regionalista, Moralista, Ecologista, Bolivariano, Republicano, Católico, apostólico, romano y partidario de la legalización a favor de una unión panamericana similar a la OTAN con ejército propio y con el cual principalmente daba discursos en contra de la extradición de colombianos y latinoamericanos a cárceles estadounidenses.
La extradición, mal vista por la mayoría de sectores de la sociedad colombiana comienza a ser un tema controvertido y aún más para los miembros del Cartel de Medellín. Lehder comienza a ser reconocido por las autoridades norteamericanas gracias a Ed Worth, antiguo socio de Cayo Norman y Sears al punto en que Lehder comenzó a ser investigado por el fiscal Robert Merkle quien viajase a Bogotá y presentase dichas pruebas ante la Corte Suprema de Justicia de Colombia para que se estudiase su posible extradición.
El recién creado Movimiento Latino Nacional (fundado en la Posada Alemana) obtiene el apoyo de Luis Fernando Mejía, un reconocido poeta pereirano y mentor político. El movimiento obtiene más de 10 000 adeptos en el departamento del Quindío y con un amplio apoyo en pueblos pequeños y con un impacto significativo en grandes ciudades del país aunque convirtiéndose en un serio adversario para la clase política departamental, no obstante, la proveniencia de su fortuna llamaría la atención de las autoridades colombianas quienes sabrían de sus antiguos negocios en Cayo Norman además de varios incidentes en Miami por guerras entre bandas asociadas al tráfico de cocaína. Por otra parte el recién nombrado Ministro de Justicia Rodrigo Lara Bonilla denunció públicamente la filtración de dineros ilícitos o llamados "Dineros Calientes" en los movimientos políticos y en los equipos de fútbol nacionales a la vez que varios sectores señalarían a Lehder de manejar dineros ilícitos con sobornos. La Corte Suprema de Justicia autoriza la extradición de Lehder aunque esta tendría que ser firmada por el presidente Betancur.

#### Clandestinidad
Lehder desaparece de la vida pública refugiándose en Cuba, reencontrándose con Vesco, y también en países como México, Perú y Brasil y reaparece en la Hacienda Airapua, una propiedad suya en medio de los llanos orientales de Colombia concediendo una entrevista a varios periodistas, no obstante, el Movimiento Latino Nacional paulatinamente pierde popularidad sin su fundador y a través del periódico del movimiento Quindío Libre, Lehder renuncia a la política aun cuando su nombre estaba relacionado con el narcotráfico en las elecciones regionales y legislativas de 1984 y en las que pretendía lanzarse a la gobernación del Quindío y además había logrado 3 escaños en el congreso para el movimiento.

### Caída
Lehder pasa completamente a la clandestinidad por la persecución dada por Rodrigo Lara Bonilla contra todo el Cartel de Medellín. El cartel sólo era capaz de sobrevivir utilizando violencia, con lo cual cada vez se hacía más evidente su existencia dentro de la sociedad. Se cree que Lehder puede estar involucrado con el asesinato de periodistas, oficiales de policía, funcionarios gubernamentales e incluso el asesinato del ministro Rodrigo Lara Bonilla el 30 de abril de 1984. Lara Bonilla había estado destapando las actividades del cartel y días después sería asesinado.
Este asesinato fue el comienzo de la caída del Cartel de Medellín ya que en consecuencia el presidente Belisario Betancur, quien inicialmente se oponía a la extradición de colombianos a los Estados Unidos anunció sus planes para establecer tratados de extradición y de paso firmaría la de Lehder.
Lehder, que ya era un fugitivo en ese momento, se refugia en Nicaragua bajo protección de Pablo Escobar y posteriormente entró a Colombia y se escondió en la casa de Johann Suárez, Alias "Chiqui", en Ibagué, durante tres días posteriormente se desplazó a la selva protegido por las guerrillas de izquierda comandadas por Brian Jiménez en el Cauca donde se le daría el apodo de Comandante Rambo González. Apareció en un mensaje televisivo en 1985 entregando un mensaje que denunciaba el imperialismo estadounidense y los tratados de extradición apelando a sentimientos nacionalistas y se le conoció por su frase "La cocaína es la bomba atómica de América Latina contra Estados Unidos".
Para entonces Enrique Parejo González, sucesor de Lara Bonilla en el Ministerio de Justicia había extraditado tres narcotraficantes del Cartel de Medellín por lavado de dinero y en varias ocasiones Lehder estuvo a punto de ser capturado por la policía comandada por el Coronel Jaime Ramírez Gómez. A su vez Lehder, cabeza visible del Cartel, perdió buena parte de su fortuna (la cual había usado para pagar protección), por lo que se convirtió en empleado de sus propios socios y así fue recuperando parte considerable de sus dineros. Durante una de sus fugas, principalmente en la Hacienda Airapua pierde una de sus caletas, en palabras de él de caja menor y casi son capturadas su compañera y su hija Mónica de 1 año de edad.
Para 1986, el Movimiento Latino se disuelve por la falta de sostenimiento económico, a veces los dineros no llegaban a la sede del movimiento a la vez que la Posada Alemana, en parte abandonada, sufre un incendio que la destruye parcialmente y Lehder también comenzaría a tener roces y altercados con sus socios del Cartel debido a la persecución la cual atraía informantes y delatores y presuntamente por el deseo de Lehder de iniciarse en el negocio del crack. Lehder en una fiesta organizada por Pablo Escobar había asesinado por la espalda a uno de sus sicarios al parecer por un lío de faldas y estando bajo efectos de la marihuana y la cocaína, además de ser señalado principalmente del atentado contra el exministro Parejo González en Budapest donde se desempeñaba como embajador en Hungría.
Al momento de su captura, la fortuna de Lehder estaba alrededor de 8 y 9 mil millones de dólares, en ese entonces era uno de los hombres más ricos del mundo.

### Captura y juicio
Lehder a principios de 1987, después de haber hecho negocios de poca monta en Medellín con un viejo amigo llamado Luis Alfredo Prieto, en enero de ese mismo año ya se había deshecho de su escolta habitual para reemplazarla por un grupo de jóvenes guardaespaldas, si bien inexpertos, cuyas edades oscilaban entre los 16 y los 21 años; con dicho grupo se escondieron en la finca Berracal, vereda Toldas de Guarne  (Antioquia), propiedad de un antiguo miembro del Movimiento Latino Nacional, donde se habían dedicado durante días enteros a hacer una enorme fiesta en la que presuntamente consumía marihuana y cocaína con su nueva escolta. El 4 de febrero de 1987, Lehder fue capturado en dicha finca en un operativo comandado por el mayor William Lemus Lemus de la policía, creyendo que esa fiesta era organizada por empleados del Cartel y el sitio un laboratorio de procesamiento de cocaína. La joven escolta de Lehder, aunque más numerosa y mejor armada que la policía, se rindió fácilmente y Lehder se entregó sin oponer resistencia.
Su captura, para la época siendo muy fácil hacia un cabecilla de alto nivel, se dio presuntamente por ser delatado por el empleado principal de la finca (cansado de los insultos de Lehder y sus escoltas), o por los vecinos de la finca hastiados del ruido de la fiesta, o por sus propios socios del Cartel (con quienes había entrado en serías diferencias), o por el mismo Pablo Escobar al considerarle un serio peligro tras el incidente en la fiesta, o por una de las prostitutas que había llamado para su fiesta.

### Condena y rebaja
A las pocas horas de su captura fue enviado a Estados Unidos en donde fue sentenciado a cadena perpetua más 135 años en la prisión de Marion, Illinois. Su extradición (firmada por el presidente Virgilio Barco) fue considerada ilegal ya que había sido declarada inexequible en Colombia por la Corte Suprema.
En 1992, en un acuerdo para testificar en contra de Manuel Noriega, se le redujo la pena a 55 años. Tres años después Lehder escribió una carta de reclamación al juzgado federal del distrito de Jacksonville quejándose porque el gobierno no había cumplido el acuerdo de trasladarlo a una prisión en Alemania. La carta fue tomada como una amenaza por el juez. Semanas después, en el otoño de 1995, Lehder fue sacado en la noche de la prisión según algunos testigos protegidos de Mesa Unit Arizona. Mientras muchos creen que fue liberado, continuó cumpliendo su pena.
Según la periodista Tamara S. Inscoe-Johnson quien trabajó en la defensa de Lehder, simplemente fue transferido a otra prisión dentro del programa de protección de testigos, a pesar de los rumores en Internet que afirman lo contrario. Según su libro, cree que Lehder nunca podrá ser liberado ya que es posible que tenga mucha información en la relación de la CIA con el escándalo Irán-Contra.
El 22 de julio de 2005 apareció, en la Corte de Apelaciones del Circuito 11, para rechazar su sentencia. Lehder se representó a sí mismo y alegó que los Estados Unidos no había cumplido con sus obligaciones en el acuerdo de cooperación entre él y la Oficina del Fiscal. Entre 2009 y 2012 su hija Mónica Lehder reclamó al gobierno del entonces presidente Álvaro Uribe Vélez, que presionase al gobierno de los Estados Unidos para que su padre saliese de prisión, dado que su pena ya había sido cumplida, pero permaneció preso en una cárcel de la Florida. Uribe le exigió que en nombre de su padre diese una disculpa pública por sus actos del pasado.
Tras las apelaciones fallidas, Lehder envió en el año 2016 una solicitud de clemencia al entonces presidente de los Estados Unidos Barack Obama, en la que pedía que su condena de 55 años fuera reducida a 48, en virtud de la cooperación efectiva que le había brindado al sistema de justicia estadounidense. Sin embargo la solicitud fue negada y Lehder tuvo que cumplir su condena hasta el año 2020, saliendo en libertad el martes 16 de junio de ese mismo año.

### Liberación
Después de cumplir dos terceras partes de su condena en Estados Unidos, según la ley penal vigente en el momento de su extradición el 16 de junio de 2020, Lehder fue sacado de su celda y entregado a Alemania, con un pasaporte alemán provisional, dado que su padre era alemán. Allí confirmó su hija que está libre pues no tiene cuentas pendientes con la justicia de ese país. Según su hija, otro motivo de su liberación fue la recaída de un cáncer de próstata detectado años antes. Posteriormente, se radicó en Berlín.

### Regreso a Colombia
El 28 de marzo de 2025, Lehder aterrizó en Bogotá en un vuelo proveniente de Frankfurt, Alemania, pero fue detenido de inmediato mientras se verificaba una posible orden de captura en su contra por 'fabricación, tráfico y porte de armas y municiones de uso privativo de las Fuerzas Armadas'. Sin embargo, tres días después, un juez ordenó su libertad, al considerar que la condena en su contra ya había prescrito.

## Propiedades
La Posada Alemana era un enorme complejo turístico construido en una antigua pista de bicicrós, y su nombre provenía de la antigua «Pensión Alemana» de su padre, la cual había sido clausurada por el gobierno del presidente Eduardo Santos, quien en plena Segunda Guerra Mundial había declarado medidas enérgicas contra los inmigrantes alemanes, italianos y japoneses.
La Posada tenía varias cabañas estilo suizo, una enorme vinería, una jaula con Cóndores de los Andes, otra jaula con tigres y otra con Llamas, aunque la Posada debió su popularidad a una enorme estatua de John Lennon encargada por Lehder al célebre escultor colombiano Rodrigo Arenas Betancourt, y con dicha estatua en la Posada fue construida una enorme discoteca con fotos de Lennon mostrando su biografía y con enormes vinos y una enorme manzana a la entrada (aludiendo al logo de Apple Corps). La estatua fue controvertida en su momento debido a que Lennon estaba representado desnudo con un casco de soldado alemán, con su guitarra; su Rickenbacker 325 usada en los primeros años de The Beatles, con dos agujeros representando los disparos propinados por Mark David Chapman en su asesinato, sus genitales y mano izquierda tenían la palabra PAZ. La estatua de Lennon fue robada a finales de 2003 y hoy en día se desconoce el paradero del monumento.
Lehder, a su vez, contrataba a jóvenes de clase popular, lo que llamó "los odios de las clases adineradas de Armenia", además de que Lehder fue uno de los característicos narcotraficantes que armaba fiestas en su Hacienda Pisamal, donde contrataba también jóvenes prostitutas, haciendo orgías y que, adicionalmente, se cree que mantenía relaciones homosexuales con los jóvenes que él contrataba laboralmente.

## Filantropía
Además de la avioneta donada a la Gobernación del Quindío, Lehder obsequió al municipio de Salento un moderno camión de bomberos, casi rechazado por la alcaldesa de la época a la vez que era víctima de robos de dinero. Aunque bien no le daba importancia a esos robos puesto que recuperaba buena parte de su dinero a través de su lucrativo negocio.

## Cine y televisión
- En 2001 se estrena la película Blow donde es interpretado por Jordi Mollà bajo el nombre de Diego Delgado.
- En 2012 el canal privado colombiano Caracol estrena la serie Escobar, el patrón del mal donde es interpretado por el actor Alejandro Martínez bajo el nombre de Marcos Herber.
- En 2013 el canal privado RCN estrena la serie Tres Caínes donde se le conoce como Marcos Fender.
- En 2013 el canal privado colombiano RCN estrena la serie Alias el Mexicano donde se le conoce como Charlie.
- En 2015 el servicio de streaming Netflix estrena la serie Narcos donde aparece por su nombre.
- En 2019 la productora de televisión Fox Telecolombia crea la serie El general Naranjo donde es interpretado por Carlos Mariño.[45]
- En 2021 el canal  Caracol Televisión estrena la serie  El Cartel de los Sapos: el origen donde se le conoce como El Alemán.
- En 2023 el servicio de streaming Vix en asocio con Caracol Televisión, crea la serie de televisión web colombiana Paraíso blanco inspirado en el libro Crazy Charlie escrito por Ron Chepesiuk, la cual es producida por Dago García y protagonizada por Sebastián Osorio.